# NGC 3228
NGC 3228 је расејано звездано јато у сазвежђу Једра које се налази на NGC листи објеката дубоког неба.
Деклинација објекта је - 51° 43' 42" а ректасцензија 10h 21m 22,0s. Привидна величина (магнитуда) објекта NGC 3228 износи 6,0. NGC 3228 је још познат и под ознакама OCL 800, ESO 214-SC1.